# Чэнь Цзижу
Чэнь Цзижу́ (кит. трад. 陳繼儒, упр. 陈继儒, пиньинь Chén Jìrú, 1558 — 1639) — китайский художник, писатель, каллиграф времён династии Мин.

## Биография
Родился в 1558 году в уезде Хуатин (современный район Сунцзян в Шанхае). Происходил из большой состоятельной семьи. В юности учился у известного ученого и литератора Сюй Цзе. Впоследствии подружился с известным художником Дун Цичаном. Отдавал предпочтение богемной жизни и занятию свободными искусствами перед привилегиям и капризами чиновничьей службы. Чэнь Цзижу с 1589 года почти безвыездно жил в своей усадьбе, расположенной в окрестностях родного городка.

## Творчество
В своих картинах-свитках Чэнь Цзижу изображал в основном пейзажи и натюрморты, которые отличались изысканностью и элегантностью. Его известные работы: «Первый снег», «Горы и облака» (другой вариант перевода «Горы Юншань»). Как каллиграф следовал Ми Фу и Су Ши.
Прославился в особенности как издатель редких произведений, но и сам был удивительно плодовитым писателем. В 1595 году написал книгу «Чайные разговоры», которая до сих пор весьма популярна в Китае, Японии и Корее. В ней говорится в основном о выборе чайной посуды, чаепитии, заваривании, а также собрании тем, которые возможны во время употребления чая. Кроме того он издал сборник своих афоризмов и максим «Скажу, как подобает старшему?».